# El Barco de Ávila
El Barco de Ávila è un comune spagnolo di 2 560 abitanti situato nella comunità autonoma di Castiglia e León.